# Termoelektrarna Trbovlje
Termoelektrarna Trbovlje je bila največji energetski objekt v Zasavju. Skupno z zasavskimi premogovniki je v preteklosti postavila svojevrsten temelj za razvoj številnih tovarn, industrijskih in obrtnih obratov, prometa in družbenih dejavnosti v Zasavju in Sloveniji.
Termoelektrarna Trbovlje je imela dve enoti. Proizvodna enota 2 – parni blok moči 125 megavatov – je proizvajala električno energijo iz rjavega premoga zasavskih premogovnikov. Druga proizvodna enota pa je imela dva plinska bloka skupne moči 63 MW, ki za proizvodnjo električne energije uporabljata plinsko olje in sta predstavljala rezervo v elektroenergetskem sistemu Slovenije. 

## Zgodovina

### Zgraditev in obratovanje v letu 1915
19. marca 1915, v drugem letu 1. svetovne vojne, so odprli novo zgrajeno elektrarno ob Savi v Trbovljah. Ta dan je pričela obratovati nova termoelektrarna ob Savi na premog, potem ko je prva termoelektrarna na Vodah v Trbovljah zaradi premajhnih zmogljivosti, pomanjkanja zadostnih količin vode, bližine stanovanjskih naselij in drugih okoliščin prenehala obratovati.
Omenjenega dne je namreč pričela električno energijo proizvajati turbina z generatorjem z zmogljivostjo 4.000 kW. Začetek obratovanja tega novega in velikega objekta z veliko zmogljivostjo je bila huda preizkušnja za vodilno, zlasti še za elektro-strojno osebje rudnika Trbovlje. Zato je pomenil začetek obratovanja velik dan. Na dan otvoritve so se zbrali vsi inženirji, strojniki in elektro mojstri ter drugo osebje rudnika in novega obrata elektrarne ob Savi, kakor so jo imenovali vsa leta do druge svetovne vojne. Za vse udeležence je v veliki dvorani strojnice bil posebno zanimiv velik turbo generator, nadalje stikalna plošča ob generatorju, vrsta električnih merilcev, vzvodov oljnih stikal za posamezne porabnike energije (lastna poraba, rudnik, cementarna). Pred priključkom sta parna turbina in generator tekla še v prazno. Ob 10. uri pa so začeli z obtežilnimi poskusi generatorja in turbine. Za te poskuse so pripravili zunaj elektrarne ob severni steni veliko leseno kad z vgrajenimi vodnimi upori. Vendar niti eden domačih strokovnjakov ni upal na stikalni plošči vklopiti oljnega stikala turbogeneratorja. To delo je nato opravil direktor Prve Strojne tovarne iz Brna, inženir Križka, ki je sicer kot konstruktor sodeloval pri poskusih obtežitev strojev in naprav. Ko je stikalo vklopil, so se vsi spogledali in se oddahnili. Turbina in generator sta prenesla predpisano obremenitev. V prvi, za takratne razmere veliki, za današnje razmere pa majhni termoelektrarni na premog, so proizvajali s tremi generatorji na parni pogon z batom. Ta tok je bil v prvi vrsti namenjen za pogon raznih strojev in naprav v okviru pospešene modernizacije rudnika Trbovlje in pa tudi obeh sosednjih rudnikov Hrastnik in Zagorje, ki jo je pričela izvajati takratna lastnica rudnikov TPD. Gradbeni objekti elektrarne ob Savi so bili: strojnica, kotlovnica, prostor za visokonapetostne naprave in naprave za dobave premoga.

### Obnova in razširitev elektrarne v letu 1938 in 1939 PE1
Potem, ko se je svetovna gospodarska kriza z vsemi posledicami, tudi v primeru razširitve in povečanja zmogljivosti trboveljske elektrarne, umirila in se je proizvodnja tako premoga kot tudi porabe električne energije vnovič normalizirala in so rudniki pričeli normalno obratovati vse dni v tednu, je lastnica rudnikov in elektrarne TPD preko rudnika Trbovlje v letu 1934 in 1935 dokončno pristopila k rekonstrukciji obstoječih zmogljivosti ter njih povečanju v elektrarni Trbovlje. Po izvedenih pripravljalnih delih so glavna dela potekala v letih 1937 in 1938, povsem končali pa so jih novembra 1939.
Povečana in modernizirana elektrarna Trbovlje je pričela obratovati, sicer ne s polnimi zmogljivostmi, v začetku leta 1939. Rezultati so se pokazali hitro. Učinki velike investicije so se kazali v raznih oblikah, predvsem v  večji proizvodnji električne energije, večji porabi premoga, predvsem prahu in premogovega mulja - gošče iz usedalnega bazena, čistoči reke Save, večjemu številu zaposlenih, možnosti hitrejše elektrifikacije Slovenije, posebno nekaterih predelov, ki dotlej še niso bili elektrificirani, zagotovljeno pa je bilo tudi normalnejše delo rudarjev trboveljskega rudnika oziroma rudnikov - premogovnikov, ki so sodili v okvir TDP.Druge prednosti pa so se pokazale še v kasnejših letih.
V okvir velike investicije v trboveljsko elektrarno v teh letih so sodili predvsem: novi parni kotel, novi turbogenerator, novo stikališče, usedalni bazen- zgoščevalec(imenovan tudi mamut naprava), postavitev daljnovoda Trbovlje - Podlog, priključitev kranjskih deželnih elektrarn - KDE na elektrarno Trbovlje, pokrita deponija premoga in druge spremljajoče naprave - sesalke, dimnik, skladišče, upravna zgradba in drugo.

### Boj proti okupatorju v letih 1941 do 1945
Oblike boja slovenskega naroda proti okupatorjem v letih 1941 do 1945 so bile zelo različne. Ena teh oblik je bilo preprečevanje in upočasnjevanje gradbenih in montažnih del pri razširitvi elektrarne Trbovlje v letih 1942 do 1944, o čemer navajamo podatke na drugem mestu. Decembra 1942 so pričeli vstavljati v pogon in poskusno obratovanje nov turbo-agregata. Že januarja 1943 se je odlomila ena lopatica nizkotlačnega dela turbine Siemens, ko je bila v praznem teku ob navzočnosti monterja in montažnega inženirja dobavitelja. Vzroka okvare ni bilo možno ugotoviti.
Redno obratovanje vseh v letu 1942 zgrajenih naprav pa se je začelo šele sredi leta 1943 in je trajalo do maja 1944. V času revizije turbine, ki jo je opravljal monter firme Siemens,
so bile namerno poškodovane lopatice rotorja zaradi napačne rabe žerjava, ki so ga sicer elektrificirali v domači elektrarni. Rotor je bilo treba ponovno poslati v tovarno Muelhlheim/Ruhr. Zaradi težav pri transportu, ki so jo povzročale zavezniške bombe v železniškem in drugem transportu, je popravilo trajalo do septembra 1944. Decembra istega leta je prišlo vnovič do izpada tega agregata zaradi ponovne namerne poškodbe - stisnjenega cevovoda za hladilno vodo premera 1 m zaradi umetno povzročenega vakuuma. Popravilo tega je trajalo mesec dni.
S takšnimi in podobnimi akcijami domačih delavcev je bila onemogočena za določen čas proizvodnja električne energije, ki jo je še kako potrebovala nemška predvsem vojna industrija. Tako pa je bila prizadejana nemškemu, predvsem vojnemu gospodarstvu velika škoda, izražena v manjši proizvodnji strojev in naprav ter oborožitvene opreme. To je bil prispevek delavcev elektrarne Trbovlje v boju proti okupatorju.
V vsem okupacijskem obdobju pa je bilo v elektrarni Trbovlje več podobnih sabotažnih akcij z istimi cilji in nameni - škodovati nemškemu vojnemu stroju in ga tako oslabiti v nadaljnjem poteku vojne in vojaških operacij.

### Gradnja in obratovanje v letih 1964 do 1968 - PE 2
31. maja 1964 se je začela gradnja termoelektrarne Trbovlje 2. Na prostoru, kjer sedaj stoji termoelektrarna, je predsednik delavskega sveta Ivan Kukovič orisal dotedanjo delo in priprave na gradnjo tega pomembnega objekta, tako kot za rudarje, kot za Trbovlje, Zasavje, Slovenijo in celotno jugoslovansko elektro-energetsko omrežje. Poudaril je nujnost in opravičljivost gradnje s posebnim ozirom na velike zaloge manj kaloričnega premoga, ki leže na območju zasavskih revirjev. Dotedanje zmogljivosti pa niso mogle vsega tega razpoložljivega premoga pokuriti in oplemenititi v obliki električne energije. Najmočnejši argument za zgraditev nove termoelektrarne je bil v velikih zalogah premoga, posebno na območju Trbovelj. Sicer bi ves ta premog ostal v jami neizkopan, kar bi bila za narodno gospodarstvo velika izguba. Ta premog naj bi zadoščal za potrebe termoelektrarne za naslednjih 80 let. Objekt so pričeli graditi sredi porabnikov in ob minimalnih transportnih stroških.
Ko je bila termoelektrarna dograjena in s slavnostno otvoritvijo predana v obratovanje, so kmalu po začetku rednega obratovanja nastopile velike težave. Kazale so se predvsem s pričetkom žlindranja pepela v kurišču kotla, nastopile pa so tudi prekomerne vibracije ter ekscentričnost turbo-generatorja. Po daljšem ugotavljanjem vzrokov so pooblaščeni strokovnjaki ugotovili, da dobavitelji opreme TE Morava niso dimenzionirali kotla za termoelektrarno Trbovlje glede na dostavljene vzorčne pošiljke premoga na Poljsko, predvsem pa niso upoštevali tališča pepela. Tako je bila termoelektrarna prisiljena obratovati z obremenitvijo od 105 do 110 MW, namesto projektiranih 125 MW, kar je bilo odvisno od žlindranja v kurišču. Posledice so se začele kazati v raznih oblikah. Največ pripomb je bremenilo trboveljski in hrastniški premogovnik zaradi slabše kakovosti premoga, pa tudi zaradi številnih negorljivih elementov (kamenje, železo, glina,...). Na temelju številnih pogovorov odgovornih strokovnih delavcev so se zadeve sčasoma normalizirale in kakovosti premoga je bila namenjena večja pozornost na odklopnih deloviščih, transportu, odbiranju in drobljenju premoga.

### Nadaljnje obratovanje v letih 1968-2014
1974.leta so z obratovanjem prenehali bloki 1,2 in 3. V sodelovanju z ameriškim podjetjem Westinghouse je bila zgrajena kombinirana plinsko-parna elektrarna moči 63 MW. Služila naj bi kot rezerva v primeru izpadov v energetskem sistemu. Istega leta so pričeli z gradnjo novega 360m visokega dimnika. Gradnjo je pod nadzorom podjetja Karrena iz Düsseldorfa opravila Vatrostalna iz Zenice. 1.junija 1976 se je iz novega dimnika prvič pokadilo.
V vseh letih obratovanja so redni remonti omogočali neovirano proizvodnjo električne energije. Kljub visoki starosti opreme je termoelektrarna presegala letne načrte, kar je bilo možno zaradi znanja domačih delavcev.
1995 je pričela obratovati deponija premoga v Lakonci, zato so opustili staro deponijo ob Savi. Deponija je bila opremljena z najsodobnejšo tehnologijo, imela je kapaciteto 600 000 ton. 1998 so na referendumu volivci odločali o gradnji TE-TO 3. Večina je gradnji nasprotovala, zato je bil 2000 sprejet Zakon o postopnem zapiranju Rudnika Trbovlje-Hrastnik. Leta 2010 je Termoelektrarna Trbovlje postala del Holdinga Slovenskih elektrarn. Pripravljeni so bili načrti za novo plinsko-parno enoto moči 291 MW.
2014 je HSE zaradi visoke investicije v TEŠ 6 padel v slabo finančno situacijo. Z ruskim poslovnežem Olegom Burlakovom so pričeli pogajanja o prodaji 81% deleža v TET. Ker odločitev o prodaji ni bila sprejeta, je HSE pričel s postopkom redne likvidacije družbe. Septembra 2014 je bil blok 4 dokončno zaustavljen, pričela se je njegova demontaža. TET d.o.o v likvidaciji od 2020 posluje pod imenom Holding slovenskih elektrarn-Energetska družba Trbovlje.

## Proizvodne enote
| Enota             | Gorivo              | Obratovanje | Kotel (t/h) | Moč (MWel) | Daljinsko ogrevanje | opomba |
| ----------------- | ------------------- | ----------- | ----------- | ---------- | ------------------- | --- |
| Blok 1            | Premog              | 1938-1974   | 60          | 12,5       | Ne                  | Kotel prenehal obratovat 1974, 1976 zvezana turbina na utilizator                                                  |
| Blok 2            | Premog              | 1943-1974   | 100         | 24         | Ne                  | Kotel prenehal obratovat 1974, 1976 zvezana turbina na utilizator                                                  |
| Blok 3            | Premog              | 1956-       | 120         | 20         | Ne                  | Kotli 1,2,3 so bili vezani na skupni zbiralnik pare, ker posamezna zmogljivost ni omogočala blokovnega obratovanja |
| Blok 4            | Premog              | 1968-2014   | 380         | 125        | Ne                  | |
| Plinska turbina 1 | kurilno olje        | 1976-       | /           | 29         | Ne                  | |
| Plinska turbina 2 | kurilno olje        | 1976-       | /           | 29         | Ne                  | |
| Utilizator 1      | izpušni dimni plini | 1976-       | 60          | /          | Ne                  | |
| Utilizator 2      | izpušni dimni plini | 1976-       | 60          | /          | Ne                  | |